# Klockljung
Klockljung (Erica tetralix L.) är en art i familjen ljungväxter.

## Utseende
Klockljung liknar vanlig ljung (Calluna vulgaris). Den har kransar av barrliknande blad, som i kanterna bär små körtelhår, då de är unga. Blomningen påbörjas redan under högsommaren.

## Utbredning
Klockljung förekommer naturligt i Västeuropa, från södra Portugal till centrala Norge, men även i flera fuktiga områden längre österut, en bit från kustområdena i Centraleuropa, som Österrike och Schweiz. Den har även introducerats till delar av Nordamerika.

### Förekomst i Sverige
Den förekommer i Sveriges södra och västra landskap, norrut till Värmland. Den är mycket sällsynt i östra Götaland och fridlyst i Örebro län och Dalarnas län, men ohotad i övriga län.

### Förekomst i Norge
Klockljung finns i södra och mellersta Norge och norrut till Nordland fylke. I södra Norge maximum 750 m ö h.

## Biotop
Klockljung växer liksom den vanliga ljungen på mager mark, men kräver större fuktighet än denna, och föredrar särskilt områden på och invid mossar.

## Namn
Erica kan härledas från ett gammalt indoeuropeiskt ord, verika, som betyder ljung.
Tetralix är det latinska namn, som redan romarna för 2 000 år sedan använde om en ljungväxt.
Ericastiftelsen i Stockholm, som arbetar med terapi av barn och ungdomar, har fått sitt namn av Erica tetralix.[källa behövs]

## Bilder

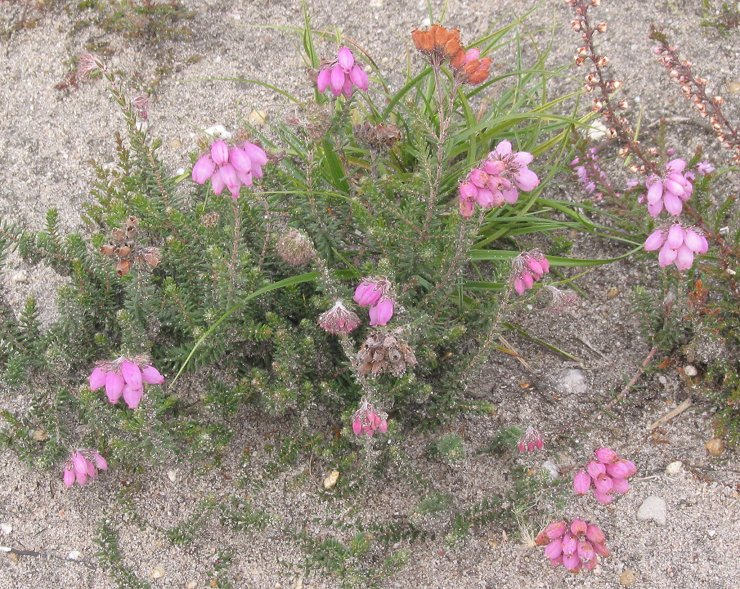
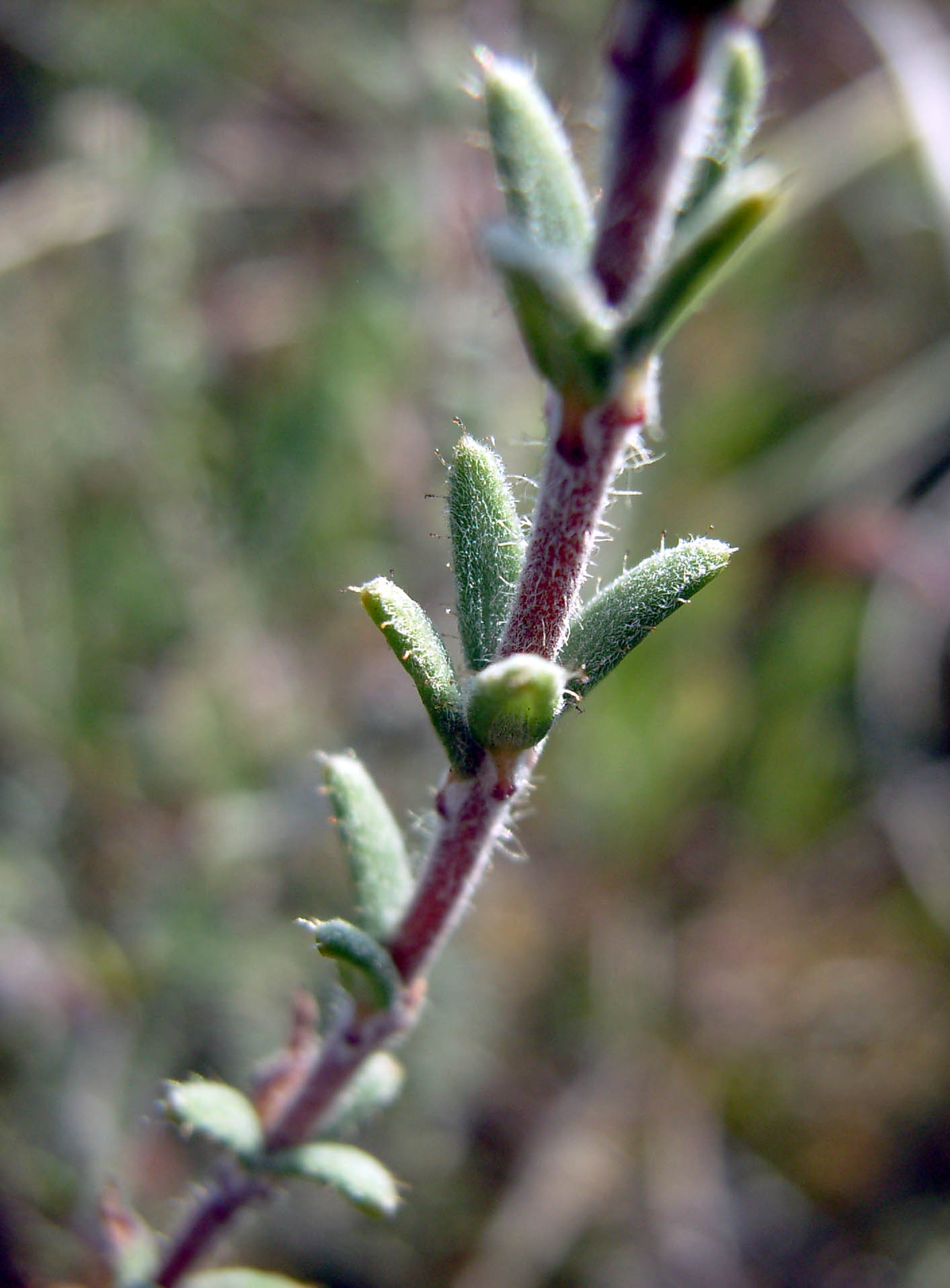
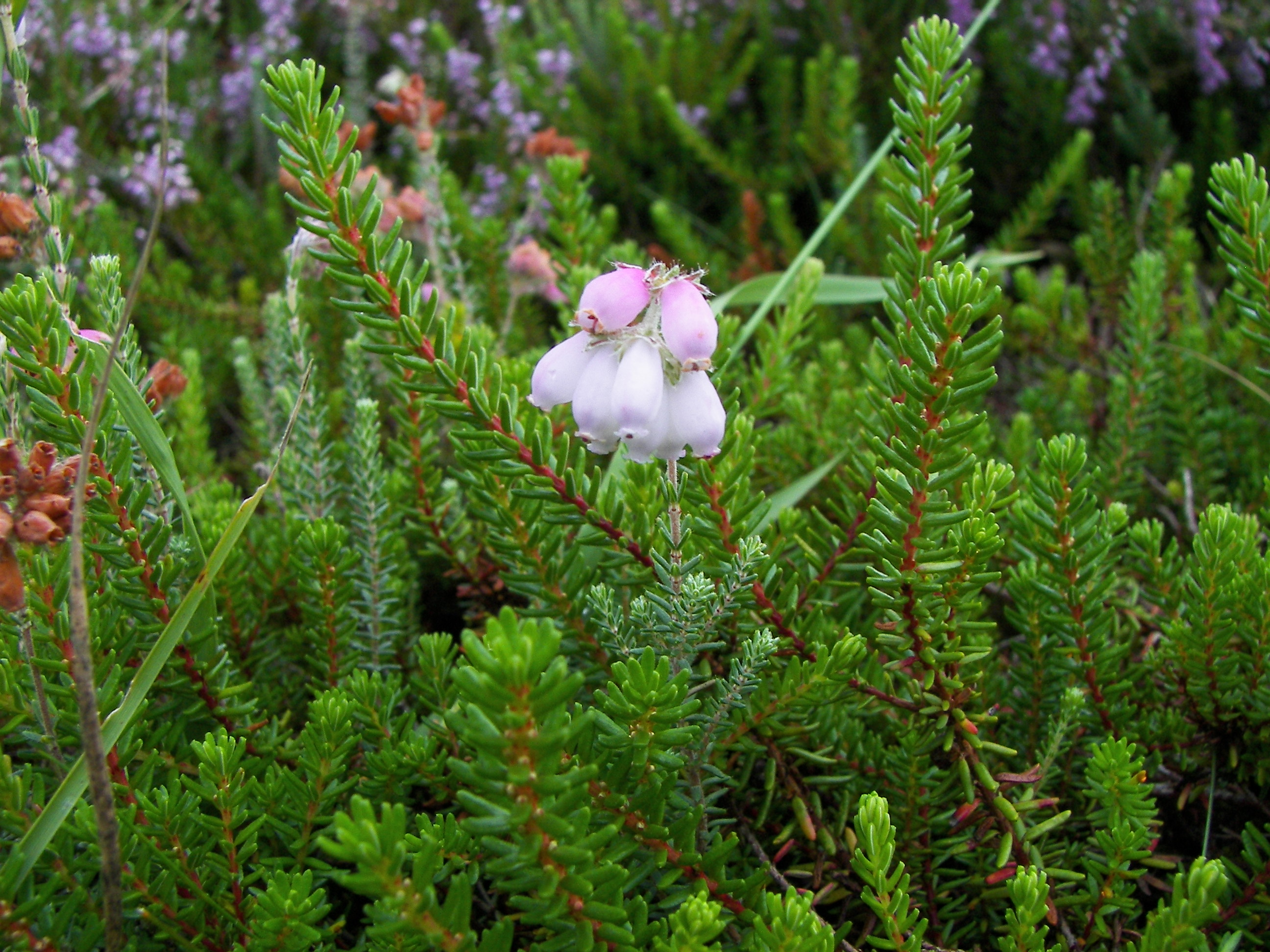
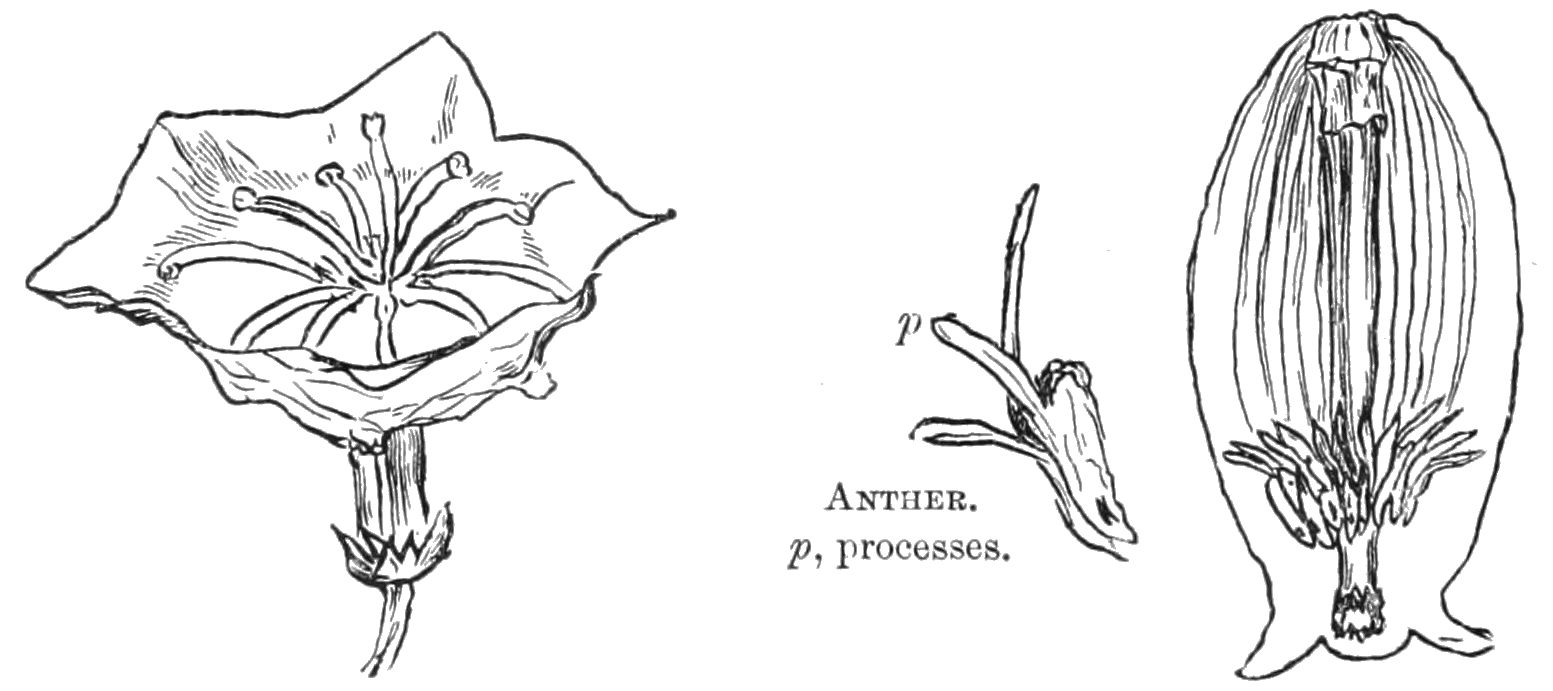

### Bygdemål
| Namn     | Trakt                  | Referens | Förklaring |
| -------- | ---------------------- | -------- | --- |
|          |                        |          | |
| Kopattar | Skåne (Skanör)         | [ 2 ]    | Pattar avser här en nötkreaturkos spenar, med syftning på de spenliknande blommorna. Benämningen kopattar har även använts för getrams, Polygonatum odoratum, vars blommor också kan liknas vid ko-spenar. |
| Kopatte  | Skåne (Luggude, Onsjö) | [ 2 ]    | Avser i dessa trakter humleblomster, Geum rivale, där en blomma kan liknas vid ett helt juver. Notera att kopatte är singularis, till skillnad från kopattar (klockljung och getrams) som är pluralis.     |